# Jordan Kyrou
Jordan Kyrou (né le 5 mai 1998 à Toronto dans la province de l'Ontario au Canada) est un joueur professionnel canadien de hockey sur glace. Il évolue au poste d'attaquant.

## Biographie

### Carrière en club
En 2014-2015, il commence sa carrière en junior majeur avec le Sting de Sarnia dans la Ligue de hockey de l'Ontario. Il est choisi au deuxième tour, en trente-cinquième position par les Blues de Saint-Louis lors du repêchage d'entrée dans la LNH 2016. Le 4 octobre 2018, il joue son premier match avec les Blues dans la Ligue nationale de hockey face aux Jets de Winnipeg. Il marque son premier point une assistance le 11 octobre face aux Flames de Calgary. Il marque son premier but le 9 décembre 2018 face aux Canucks de Vancouver.

### Carrière internationale
Il représente le Canada en sélections jeunes.

## Statistiques

### En club
| Saison     | Équipe                 | Ligue      |     | Saison régulière | Saison régulière | Saison régulière | Saison régulière | Saison régulière |   | Séries éliminatoires | Séries éliminatoires | Séries éliminatoires | Séries éliminatoires | Séries éliminatoires |
| Saison     | Équipe                 | Ligue      | PJ  | B                | A                | Pts              | Pun              | PJ               | B | A                    | Pts                  | Pun                  |                      |                      |
| 2014-2015  | Sting de Sarnia        | LHO        | 63  | 13               | 23               | 36               | 12               | 5                | 1 | 5                    | 6                    | 0                    |                      |                      |
| 2015-2016  | Sting de Sarnia        | LHO        | 65  | 17               | 34               | 51               | 14               | 7                | 1 | 6                    | 7                    | 2                    |                      |                      |
| 2016-2017  | Sting de Sarnia        | LHO        | 66  | 30               | 64               | 94               | 36               | 4                | 1 | 2                    | 3                    | 0                    |                      |                      |
| 2016-2017  | Wolves de Chicago      | LAH        | 1   | 0                | 0                | 0                | 0                | -                | - | -                    | -                    | -                    |                      |                      |
| 2017-2018  | Sting de Sarnia        | LHO        | 56  | 39               | 70               | 109              | 22               | 12               | 3 | 1                    | 4                    | 10                   |                      |                      |
| 2018-2019  | Rampage de San Antonio | LAH        | 47  | 16               | 27               | 43               | 10               | -                | - | -                    | -                    | -                    |                      |                      |
| 2018-2019  | Blues de Saint-Louis   | LNH        | 16  | 1                | 2                | 3                | 4                | -                | - | -                    | -                    | -                    |                      |                      |
| 2019-2020  | Blues de Saint-Louis   | LNH        | 28  | 4                | 5                | 9                | 8                | 5                | 0 | 0                    | 0                    | 0                    |                      |                      |
| 2019-2020  | Rampage de San Antonio | LAH        | 16  | 9                | 6                | 15               | 10               | -                | - | -                    | -                    | -                    |                      |                      |
| 2020-2021  | Blues de Saint-Louis   | LNH        | 55  | 14               | 21               | 35               | 12               | 1                | 4 | 0                    | 1                    | 0                    |                      |                      |
| 2021-2022  | Blues de Saint-Louis   | LNH        | 74  | 27               | 48               | 75               | 20               | 12               | 7 | 2                    | 9                    | 4                    |                      |                      |
| 2022-2023  | Blues de Saint-Louis   | LNH        | 79  | 37               | 36               | 73               | 22               | -                | - | -                    | -                    | -                    |                      |                      |
| 2023-2024  | Blues de Saint-Louis   | LNH        | 82  | 31               | 36               | 67               | 22               | -                | - | -                    | -                    | -                    |                      |                      |
| Totaux LNH | Totaux LNH             | Totaux LNH | 334 | 114              | 148              | 262              | 88               | 21               | 8 | 2                    | 10                   | 4                    |                      |                      |

### En équipe nationale
| Année | Compétition                          |   | PJ | B | A  | Pts | Pun | +/-             |  | Résultat |
| 2018  | Championnat du monde moins de 18 ans | 7 | 5  | 3 | 8  | 0   | +5  | Cinquième place |  |          |
| 2018  | Championnat du monde junior          | 7 | 3  | 7 | 10 | 0   | +2  | Médaille d'or   |  |          |

## Trophées et honneurs personnels

### LHO
- 2017-2018 : 
  - nommé dans la première équipe d'étoiles
  - remporte le trophée Jim-Mahon
  - remporte le trophée Red-Tilson

### LAH
- 2018-2019 : participe au match des étoiles

### LNH
- 2021-2022 : participe au 66e Match des étoiles de la LNH